# Parleib
Parleib ist ein Ortsteil der Ortschaft Potzehne der Hansestadt Gardelegen im Altmarkkreis Salzwedel in Sachsen-Anhalt, Deutschland.

## Geografie
Parleib, ein Dorf mit einer Friedhofskapelle, liegt etwa fünf Kilometer nordöstlich von Calvörde und rund elf Kilometer südwestlich der Stadt Gardelegen in der Colbitz-Letzlinger Heide am Bauerngraben Jeseritz in der Altmark.

## Geschichte

### Mittelalter bis Neuzeit
Das Dorf wurde erstmals 1539 als Perlepe erwähnt. Weitere Nennungen sind 1571/27 Parleip, 1621 Parlep und 1685 Parleip, wie aus Urkunden des Staatsarchivs Wolfenbüttel hervorgeht.

### Herkunft des Ortsnamens
Peter Wilhelm Behrends führt die Schreibweise Parleip auf einen wendischen Ursprung zurück. Er leitet den Namen von borolip und bor ab und interpretiert es als Fichtenwald.

### Umstrittene Ersterwähnung
Eine mögliche erste urkundliche Erwähnung als Partunlep stammt aus dem Jahre 1062, als König Heinrich IV. dem Petrusaltar auf dem Petersberg bei Goslar ein Gut in dem Dorf im Nordthüringgau schenkt. Paul Jonas Meier führte 1896 aus, dass das Dorf Parleib zum Gau Osterwalde gehört hat, da es östlich der Ohre liegt und die Urkunde würde daher eher Bartensleben betreffen. Einige Forscher vermuten außerdem, dass die Urkunde von 1062 gefälscht ist.

### Eingemeindungen
Das Dorf gehörte von 1807 bis 1813 zum Kanton Calvörde auf dem Territorium des napoleonischen Königreichs Westphalen.
Die Gemeinde gehörte bis 1945 zum braunschweigischen Amt Calvörde im Landkreis Helmstedt im Land Braunschweig. Sie kam anschließend zum Landkreis Gardelegen. Am 20. Juli 1950 wurde die bis dahin eigenständige Gemeinde Parleib in die Gemeinde Potzehne eingemeindet. Seit der Eingemeindung von Potzehne nach Gardelegen am 1. Januar 2010 gehört der Ortsteil Parleib zur neu entstandenen Ortschaft Potzehne und zur Stadt Gardelegen.

### Einwohnerentwicklung
| Jahr | Einwohner |
| ---- | --------- |
| 1790 | [0]097    |
| 1847 | [00]245   |
| 1895 | [0]115    |
| 1939 | [0]112    |
| 2012 | [0]069    |
| 2017 | 067       |

| Jahr | Einwohner |
| ---- | --------- |
| 2021 | [0]60     |
| 2022 | [0]60     |

## Religion
Die protestantischen Christen aus Parleib sind evangelisch-lutherischer Konfession und gehören zur Kirchengemeinde Jeseritz-Parleib/Altmark im Evangelisch-Lutherischen Pfarrverband Calvörde-Uthmöden in der Propstei Vorsfelde der Evangelisch-lutherischen Landeskirche in Braunschweig.
Die katholischen Christen gehören zur Pfarrei St. Hildegard in Gardelegen im Dekanat Stendal im Bistum Magdeburg.

## Kultur und Sehenswürdigkeiten
Auf dem Friedhof Parleib steht eine neuzeitliche evangelisch-lutherische Friedhofskapelle und ein Denkmal für die Gefallenen des Ersten und Zweiten Weltkrieges, das Kriegerdenkmal Parleib, bestehend aus Sandsteinblöcken mit einem aufgesetzten großen Adler.